# Động đất Phàn Chi Hoa 2008
Động đất Phàn Chi Hoa 2008 (tiếng Trung: 2008年攀枝花地震) là trận động đất xảy ra vào lúc 16:30:54 (CST), ngày 30 tháng 8 năm 2008. Trận động đất có cường độ 6.0 richter, tâm chấn độ sâu khoảng 11 km. Hậu quả trận động đất đã làm 41 người chết, 589 người bị thương.